# Chloroclystis insigillatus
Chloroclystis insigillatus är en fjärilsart som beskrevs av Edward Meyrick 1891. Chloroclystis insigillatus ingår i släktet Chloroclystis och familjen mätare. Inga underarter finns listade i Catalogue of Life.